# Шато Магдален

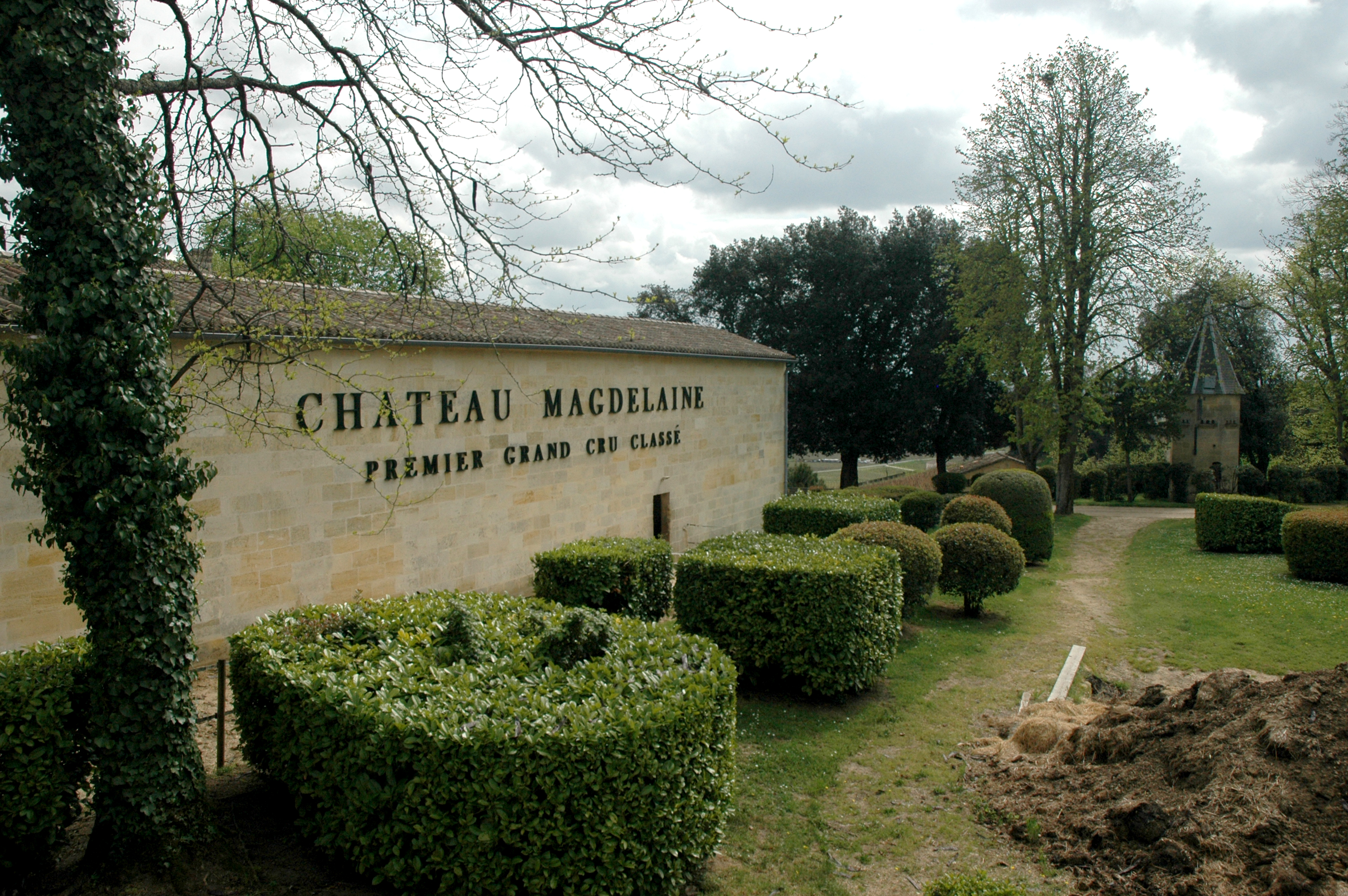
Шато Магдален

Шато́ Магдале́н (фр. Château Magdelaine) — бывшее французское винодельческое хозяйство, самостоятельно существовавшее до 2012 года, когда оно было слито с соседней винодельней Шато Бельэр. Располагается в коммуне Сент-Эмильон кантона Либурн, департамент Жиронда (Новая Аквитания); относится к винодельческому региону Бордо, субрегион Либурне. Классифицируется как AOC Сент-Эмильон-премьер-гран-крю класса «B» (Saint-Émilion Premier Grand Cru Classé «B»).

## История
Расположенное поблизости с именитыми соседями Шато Озон, Шато Бельэр и Шато Канон, в 1952 году хозяйство было приобретено Жаном-Пьером Муаэксом, крупным французским негоциантом, владельцем винодельческого холдинга Établissements Jean-Pierre Moueix, став его первым серьёзным инвестиционным вложением непосредственно в производство вина. К этому времени некогда блиставшее хозяйство находилось в упадке. Жан-Пьер провёл огромную работу по пересадке лоз, повреждённых сильными заморозками 1956 года и по перестройке производственных помещений и погребов для вызревания вин. Уже при последующей классификации вин Сент-Эмильона (1954—1958) винодельня была удостоена более высокого статуса Сент-Эмильон-гран-крю. Пересадка лоз продолжалась до конца XX века. При последующих квалификациях (включая квалификацию 2012 года) вина Шато Мадлен оставались в квалификации Сент-Эмильон-гран-крю класса «В».
Винодельня производила два красных вина с собственных виноградников — Château Magdelaine и «второе вино» Les Songes de Magdelaine. Последний винтаж был сделан в 2011 году.
В 2012 году собственник, Établissements Jean-Pierre Moueix, присоединил «Шато Мадлен» к хозяйству «Шато Бельэр», купленному им в 2008 году.

## Характеристики
- Площадь виноградников: 28 акров
- Сорта винограда: мерло — 90 %, каберне фран — 10 %
- Средний возраст виноградных лоз: 40 лет
- Тип почвы: известняк 2/3 глина; 1/3 глина и известняк
- Сбор урожая: ручной
- Ферментация: вместе с мацерацией в чанах из нержавеющей стали до 4-х недель
- Предварительное вызревание в бочках: до 20 месяцев (50 % новых бочек)
- Объём производства составлял порядка 30 000 бутылок, в зависимости от года.